# Невдала наднова

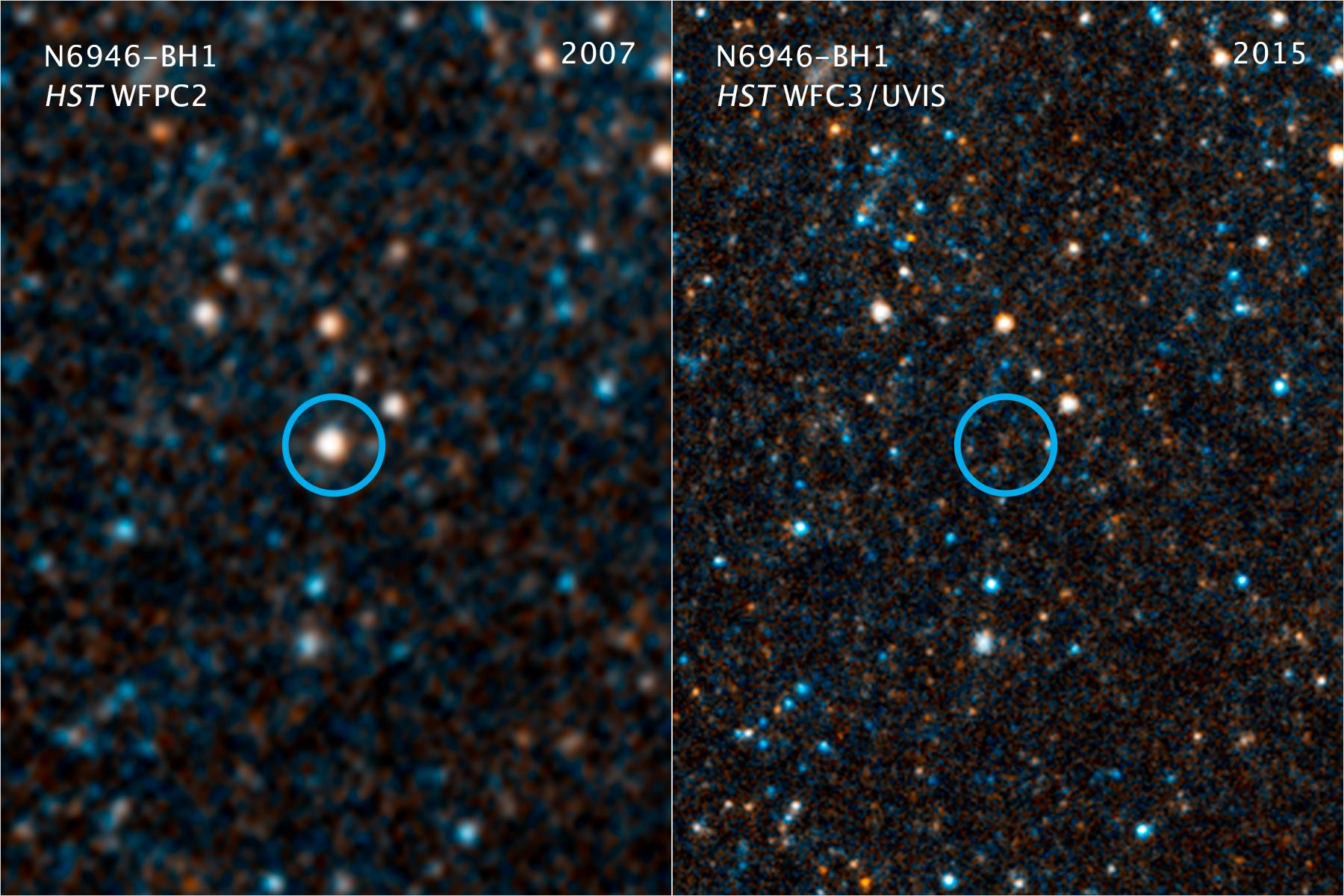
Зоря N6946-BH1 — невдала наднова

Невдала наднова — астрономічна подія, під час якої зоря раптово яскравішає, як звичайна наднова на ранній стадії, але далі її яскравість не росте. Невдалі наднові можна вважати підкатегорією псевдонаднових. Іноді їх дещо оманливо називають неновими.

## Огляд
Вважається, що невдалі наднові утворюють чорні діри внаслідок колапсу червоного надгіганта на ранніх стадіях наднової. Коли зоря більше не може стримувати власну гравітацію, її ядро повністю руйнується, утворюючи чорну діру зоряної маси та поглинаючи новонароджену наднову без потужного вибуху. Віддаленому спостерігачеві здасться, що червона зоря-надгігант просто зникає зі слабким спалахом або взагалі без нього. Спостережувані випадки таких зникнень, судячи з усього, стосуються зір-надгігантів із масами понад 17 мас Сонця.
Невдалі наднові — це одна з кількох подій, які теоретично вказують на появу чорної діри, народженої надзвичайно масивною зорею. Інші можливі події — гіпернові та довготривалі гамма-спалахи.

## Структура і процес
Теоретично червоний надгігант може бути надто масивним, щоб вибухнути в наднову, і натомість колапсувати безпосередньо в чорну діру без яскравого спалаху. Однак цей процес генерує сплеск гравітаційних хвиль. Цей сценарій міг би відбуватися в червоних надгігантах більшої маси, що пояснило б відсутність спостережуваних наднових із такими попередниками.

## Список кандидатів у невдалих наднові
| Подія              | Дата               | Розташування                                 | Примітки                                                                                                 |                   |
| ------------------ | ------------------ | -------------------------------------------- | --- | ----------------- |
| NGC3021-КАНДИДАТ-1 |                    | NGC 3021 9 год 50 хв 55,39 с +33° 33′ 14.5″  | Зникнення надгіганта спектрального класу F8 з масою 25—30 сонячних спостерігається в архівних даних HST. | [ 5 ] [ 6 ]       |
| N6946-BH1          | Березень 2009 року | NGC 6946 20 год 35 хв 27,56 с +60° 08′ 08.2″ | Зникнення червоного надгіганта з масою 18—25 сонячних.                                                   | [ 5 ] [ 7 ] [ 8 ] |